# Stede Broec
Stede Broec és un municipi de la província d'Holanda del Nord, al centre-oest dels Països Baixos. L'1 de gener de 2009 tenia 21.313 habitants repartits per una superfície de 16,42 km² (dels quals 1,64 km² corresponen a aigua). Limita al nord amb Andijk, a l'est amb Enkhuizen i al sud amb Drechterland.

## Centres de població
Bovenkarspel, Broekerhaven, Grootebroek, Horn, Lutjebroek.

## Ajuntament
El consistori està format per 19 regidors:
- CDA, 4 regidors
- PvdA, 4 regidors
- Open en Duidelijk Stede Broec, 4 regidors
- Gemeenten Belangen. 3 regidors
- Onafhankelijke Partij, 2 regidors
- VVD, 1 regidor
- GroenLinks 1 regidor